# Teinostoma funiculatum
Teinostoma funiculatum é uma espécie de gastrópode  da família Skeneidae.
É endémica de São Tomé e Príncipe.